# Paul Ghysbrecht
Paul Frans Rosa Maria Ghysbrecht (Aalst, 29 mei 1927 - 11 juni 1998) was een Belgisch volksvertegenwoordiger en hoogleraar.

## Levensloop
Na de humaniora in 1945 te hebben beëindigd aan het Koninklijk Atheneum in Aalst, promoveerde hij in 1952 tot doctor in de geneeskunde aan de Rijksuniversiteit Gent en werd onmiddellijk assistent interne geneeskunde.
In 1955 trok hij naar de Universiteit Leiden en behaalde er een doctoraat met zijn proefschrift over dubbelzelfmoord. Het jaar daarop ging hij nog verder studeren aan de universiteit in Tübingen.
In 1958 werd hij assistent in de Gentse rechtenfaculteit, school voor criminologie. In 1962 werd hij gewoon hoogleraar in de psychologie, sociale psychologie en forensische psychiatrie. Hij kreeg bekendheid onder studenten door zijn bijzondere vorm van doceren en van examenondervragingen. Hij werd ook docent aan de VUB. In Gent werd hij decaan van de faculteit rechten.
Vaak door het openbaar ministerie als gerechtelijk deskundige aangezocht, kreeg hij bekendheid (niet altijd in gunstige zin) als gerechtelijk expert bij alle Vlaamse rechtbanken.
In de periode na 1968 werd hij politiek bijzonder actief. Hij had ideeën over de democratisering van het universitair onderwijs, en hij wilde vooral de socialistische partij grondig door elkaar schudden. In 1973 publiceerde hij Les Manifestes Socialistes de Sint-Maria-Lierde. Hij werd voor de BSP in april 1974 verkozen tot lid van de Kamer van volksvertegenwoordigers voor het arrondissement Oudenaarde en vervulde dit mandaat tot in april 1977. In de periode april 1974-april 1977 had hij als gevolg van het toen bestaande dubbelmandaat ook zitting in de Cultuurraad voor de Nederlandse Cultuurgemeenschap, die op 7 december 1971 werd geïnstalleerd en de verre voorloper is van het Vlaams Parlement. Hij werd, door de grillen van de apparentering, in 1977 niet herkozen. De conflicten met de partijleiding hadden zich opgestapeld, zodat zijn coöptatie niet bespreekbaar was. Hij hernam volop zijn activiteiten als hoogleraar en als gerechtelijk expert. In 1992 ging hij met pensioen.

## Publicaties
Ghysbrecht schreef in de jaren 1950-1980 talrijke boeken, onder meer:
- Dubbelzelfmoord, Leiden, 1955.
- Dieptepsychologie. Psychologie van het zelfbedrog, Antwerpen, Ontwikkeling, 1960.
- Gewetensvorming en vatbaarheid voor toerekening, Gent, Story-Scientia, 1963.
- Moord: analyse van een existentële grenssituatie, Gent, 1963

Tijdschriftartikels: 
- De invloed van de Dieptepsychologie op het Strafrecht, Rechtskundig Weekblad, 23e jaargang, n° 11, 15 november 1959, blz. 522-530.